# Якубович, Николай Андреевич
Никола́й Андре́евич Якубо́вич (7 января 1837, Усмань, Тамбовская губерния, Российская империя — 3 октября 1914, там же) — российский военный педагог, генерал-лейтенант (1903). Автор нескольких трудов по проблемам воспитания кадетов. Наиболее значимое произведение — работа «Летопись и мысли старого педагога» (1913—1914 гг.).

## Биография
Происходил из дворян Воронежской губернии. Окончил Михайловское артиллерийское училище (1859). Прикомандирован к л.-гв. конной артиллерии с прикомандированием к Сестрорецкому оружейному заводу, где состоял по особым поручениям до 1865 г. В 1865 г. поступил на должность воспитателя в 1-ю Московскую военную гимназию.
В 1867 г. переведен в л.-гв. конную артиллерию, с оставлением при гимназии прикомандированным. 25 декабря того же года утвержден в должности воспитателя, получив за это время чин полковника. Преподавал в Нижегородской военной гимназии, с должности инспектора которой, в чине полковника, был назначен директором Симбирской военной гимназии. Возглавлял гимназию (позже — кадетский корпус) с 1878 по 1903 год.

Мемориальная доска на здании, где располагалась "Гимназия Якубович" (Ульяновск).

В 1898 году при поддержке Николая Андреевича его дочь Таисия Николаевна решила открыть частную женскую гимназию — Гимназия Т. Н. Якубович. Сначала учебное заведение размещалось в квартире Н. А. Якубовича, в здании кадетского корпуса. Число учениц быстро росло, и вскоре пришлось искать новое помещение, поэтому Таисия Николаевна арендовала 3-этажный дом А. В. Прянишникова, напротив кадетского корпуса (ул. Спасская, 6). Его гимназия занимала всё время своего существования, до 1919 года.                                                                                                                         
Покинув Симбирск, поселился у себя в имении Тамбовской губернии.
Скончался 3 октября 1914 года, после чего в частной женской гимназии в Симбирске, которой заведовала его дочь Таисия Николаевна и в попечительский совет которой он входил до своей кончины, был установлен его портрет и учреждена именная стипендия.

## Семья
Жена: Варвара Игнатьевна Якубович (Гаусман)
Дети:
- Владимир Николаевич Якубович (1870—8 февраля 1920), жена — Вера Юрьевна (дев. княжна Хованская);
- Мария Николаевна Зубова (Якубович);
- Таисия Николаевна Якубович (1864—1920);
- Елизавета Николаевна фон Пфейлицер-Франк (Якубович) (1871— ?).